# Sergiusz Prusak
Sergiusz Prusak (ur. 1 maja 1979 w Pleszewie) – polski piłkarz występujący na pozycji bramkarza, zawodnik Błękitu Cyców i trener bramkarzy Górnika Łęczna.

## Przebieg kariery
Wychowanek Czarnych Dobrzyca w ekstraklasie zadebiutował w wieku 35 lat, 30 sierpnia 2014 w meczu Górnik Łęczna – Pogoń Szczecin (4:2). Zanim trafił do Łęcznej przez dziewięć lat reprezentował barwy Floty Świnoujście przechodząc z klubem drogę z trzeciej do pierwszej ligi.

## Statystyki kariery
Aktualne na 10 stycznia 2016 roku
| Klub               | Sezon              | Liga               | Liga  | Liga   | Puchar | Puchar | Suma  | Suma   |
| Klub               | Sezon              | Liga               | Mecze | Bramki | Mecze  | Bramki | Mecze | Bramki |
| ------------------ | ------------------ | ------------------ | ----- | ------ | ------ | ------ | ----- | ------ |
| Flota Świnoujście  | 2007/08            | III liga           | 28    | 0      | 0      | 0      | 28    | 0      |
| Flota Świnoujście  | 2008/09            | I liga             | 31    | 0      | 0      | 0      | 31    | 0      |
| Flota Świnoujście  | 2009/10            | I liga             | 19    | 0      | 0      | 0      | 19    | 0      |
| Flota Świnoujście  | Ogółem             | Ogółem             | 78    | 0      | 0      | 0      | 78    | 0      |
| Górnik Łęczna      | 2009/10            | I liga             | 8     | 0      | 0      | 0      | 8     | 0      |
| Górnik Łęczna      | 2010/11            | I liga             | 20    | 0      | 0      | 0      | 20    | 0      |
| Górnik Łęczna      | 2011/12            | I liga             | 34    | 0      | 0      | 0      | 34    | 0      |
| Górnik Łęczna      | 2012/13            | I liga             | 29    | 0      | 0      | 0      | 29    | 0      |
| Górnik Łęczna      | 2013/14            | I liga             | 32    | 0      | 0      | 0      | 32    | 0      |
| Górnik Łęczna      | 2014/15            | Ekstraklasa        | 31    | 0      | 1      | 0      | 32    | 0      |
| Górnik Łęczna      | 2015/16            | Ekstraklasa        | 11    | 0      | 0      | 0      | 11    | 0      |
| Górnik Łęczna      | Ogółem             | Ogółem             | 165   | 0      | 1      | 0      | 166   | 0      |
| Ogólnie w karierze | Ogólnie w karierze | Ogólnie w karierze | 253   | 0      | 1      | 0      | 254   | 0      |